# Tankenhagen
Tankenhagen ist ein Ortsteil der Stadt Dassow im Landkreis Nordwestmecklenburg in Mecklenburg-Vorpommern. Am 1. Juli 1950 erfolgte die Eingemeindung nach Klein Voigtshagen, das am 1. Juli 1961 nach Dassow eingemeindet wurde.

## Geografie und Verkehrsanbindung
Tankenhagen liegt nordöstlich der Kernstadt Dassow und südöstlich von Klein Voigtshagen an der Kreisstraße K 13. Westlich des Ortes verläuft die Landesstraße L 01. Nördlich und östlich erstreckt sich das 2600 ha große Landschaftsschutzgebiet Lenorenwald.

## Sehenswürdigkeiten
In der Liste der Baudenkmale in Dassow ist für Tankenhagen ein Baudenkmal aufgeführt:
- Büdnerei mit Scheune (Grüner Weg 1)